# Longitarsus ochroleucus
Longitarsus ochroleucus is een keversoort uit de familie bladkevers (Chrysomelidae). De wetenschappelijke naam van de soort werd in 1802 gepubliceerd door Thomas Marsham.